# Nicolaus von Leiden
Nicolaus von Leiden (även van Leyden eller de Leyen, "Nicolaus från Leiden", även kallad Nicolaus Lerch), född omkring 1430, död 28 juni 1473 i Wiener Neustadt, var en nederländsk skulptör.
Nicolaus von Leiden kan först påvisas i Trier, därpå i Strasbourg och slutligen i Wien och Wiener Neustadt från år 1467. I Strasbourgmünstern finns ett ståtligt gravmonument av Nicolaus, i Baden-Baden ett sandstenskrucifix, på Deutsches Museum i Berlin en Anna själv tredje. Mest känd är gravplattan över Fredrik III i Stefansdomen i Wien. Nicolaus von Leidens konst är både realistisk och fantasifull. Hans reliefer påminner i teckningen om Mäster E. S.
Han är också känd som skaparen av en byst av en mediterande man, utförd i sandsten 1464, och är mästerverket på Musée de l'Oeuvre de Notre Dame i Strasbourg. Det sägs vara ett självporträtt.

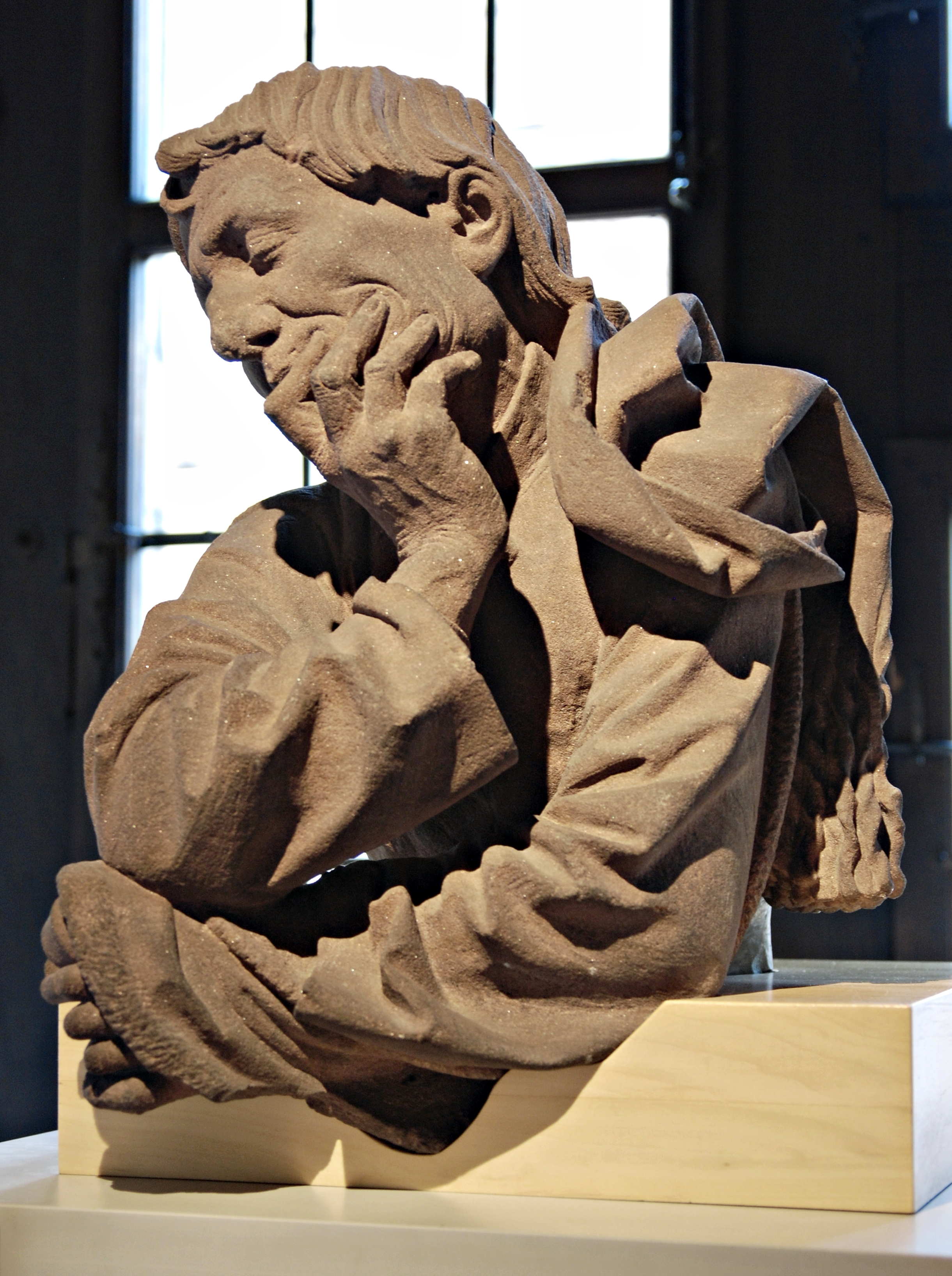
Nicolaus von Leyden: Mediterande man, möjligt självporträtt, 1464.